# Batalha de Ramla (1105)
A terceira Batalha de Ramla (ou Ramleh) teve lugar a 27 de Agosto de 1105 entre os Cruzados do Reino de Jerusalém e  os fatímidas do Egito.